# シャルル・ブロンダン
シャルル・ブロンダン（Charles Blondin、出生名: Jean François Gravelet (ジャン・フランソワ・ガヴレ)、1824年2月28日 – 1897年2月22日）は、フランスの綱渡り師、軽業師。アメリカで巡業し、1,100 ft (340 m)の幅があるナイアガラ渓谷上空を綱渡りで渡ったことで知られた。彼の名前は綱渡りの代名詞となった。生涯で3回結婚し、子供を8人もうけた。

## 前半生
ブロンダンは1824年2月28日にフランス、パ＝ド＝カレー県、サントメール_(パ＝ド＝カレー県)で生まれた。出生名はジャン＝フランソワ・ガヴレであったが、シャルル・ブロンダン (Charles Blondin)、ジャン＝フランソワ・ブロンダン (Jean-François Blondin)、シュヴァリエ・ブロンダン (Chevalier Blondin)、大ブロンダン (The Great Blondin)などの多くの名前やニックネームで知られた。5歳の時、彼はリヨンの体操学校に送られ、軽業師としての6か月の訓練ののち、"The Boy Wonder"として最初の公衆出演を果たした。彼は優れたスキルと優雅さ、芸の設定の独創性によって人気となった。
彼は1846年8月6日にマリー・ブランシェリー (Marie Blancherie)と1回目の結婚をし、息子をもうけ、その後さらに子供2人をもうけた。ブロンダンがアメリカに渡った際に、フランスに残った家族の後の動向は知られていない。

## 北アメリカにて

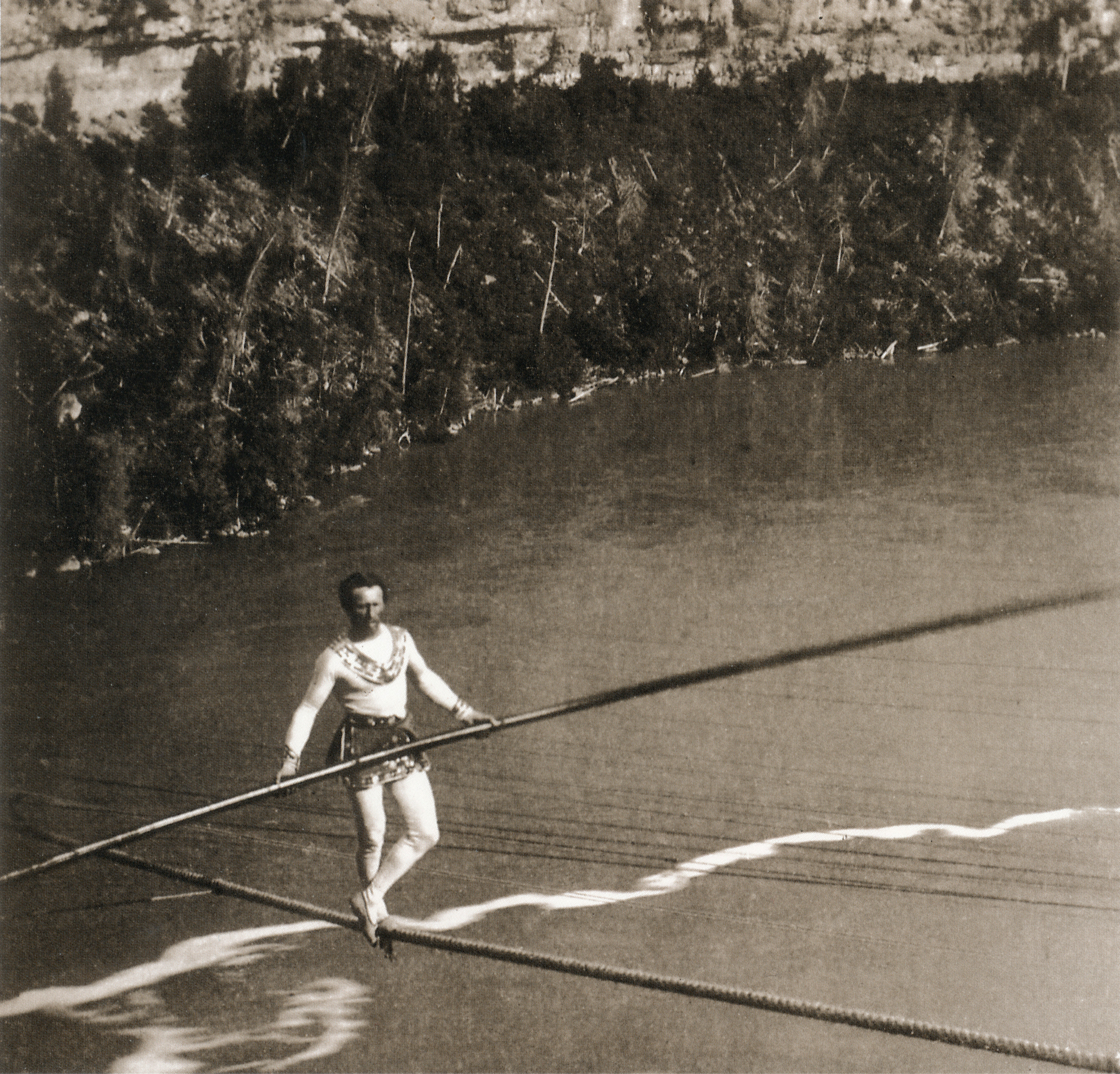
ナイアガラ川を横切るシャルル・ブロンダン　1859年

ブロンダンは1855年にアメリカに行った。彼はウィリアム・ニブロに勇気づけられてニューヨークのラヴェル一座 (Ravel troupe)とともにパフォームし、その後あるサーカスの所有者になった。彼は特に、カナダ・アメリカ国境のナイアガラ渓谷を綱渡りで横断するというアイデアに、名声と運命を懸けていた。綱は長さ1,100 ft (340 m)、直径3.25 in (8.3 cm)で、水からの高さは160 ft (49 m)であった。1859年6月30日に初めて挑戦し、その後何度も、異なるパフォーマンスを交えて綱渡りを成功させた。彼が行ったものの中には、目隠し、手押し車を押す、竹馬に乗る、自分のマネージャーのハリー・コルコードを背負う、途中で腰をおろしてオムレツを作って食べる、1本の脚だけで釣り合いをとった椅子の上に立つことなどがあった。
彼はアメリカにいる間に2人目の妻、シャーロット・ロレンス (Charlotte Lawrence)と結婚し、彼女との間に子供5人をもうけた。

## ブリテン島・アイルランドにて
1860年8月23日、彼はアイルランド、ダブリンのポートベロー、サウス・サーキュラー・ロードのロイヤル・ポートベロー・ガーデンズ (Royal Portobello Gardens)の地上50フィート (15 m)ロープ上でパフォーマンスをした。パフォーマンス中にロープが切れ、結果として足場が崩壊してしまった。ブロンダンは負傷しなかったが、足場にいた労働者2人が死亡した。調査が行われ、切れたロープ（直径は2インチ (5 cm)、周囲は5インチ (13 cm)と報じられた）が調査された。当時、ブロンダンとそのマネージャーのどちらにも責任は帰せられなかった。しかし裁判官は、ロープ業者へ複数の疑問を呈した。イベントの主催者であるカービーは、このような事故は二度とあってはならないと言った。アメリカに戻っていたブロンダンらが後の公判に現れなかったとき、ブロンダンと彼のマネージャーの逮捕に対する裁判所発行令状が発行された。
1861年に、ブロンダンはロンドンのクリスタル・パレスに最初に現れ、地上から70フィート (21 m)の中央の翼廊をよこぎって張られたロープ上で竹馬に乗って宙返りをした。1861年9月に彼はスコットランド、エジンバラ、インヴァーリス・ロウ(Inverleith Row)のエクスペリメンタル・ガーデンズ（現: ロイヤル・ボタニカル・ガーデンズ）でパフォームした。
事故翌年である1861年に、ブロンダンはかつて事故の起きたダブリンのロイヤル・ポートベロー・ガーデンズに戻り、今回は地上100フィート (30 m)でパフォームした。彼は1862年にも他の一連の公演を、ふたたびクリスタル・パレスでおこない、そしてイギリスとヨーロッパの他の場所でもおこなわれた。1873年9月6日、ブロンダンはバーミンガムのエッジバストン貯水池を渡った。1992年に近くのレイディウッド・ミドルウェイに建てられた彫像が、彼の偉業を印している。
イギリス在住中に、彼と妻シャーロットはさらに子供2人をもうけた。

## 晩年と死去

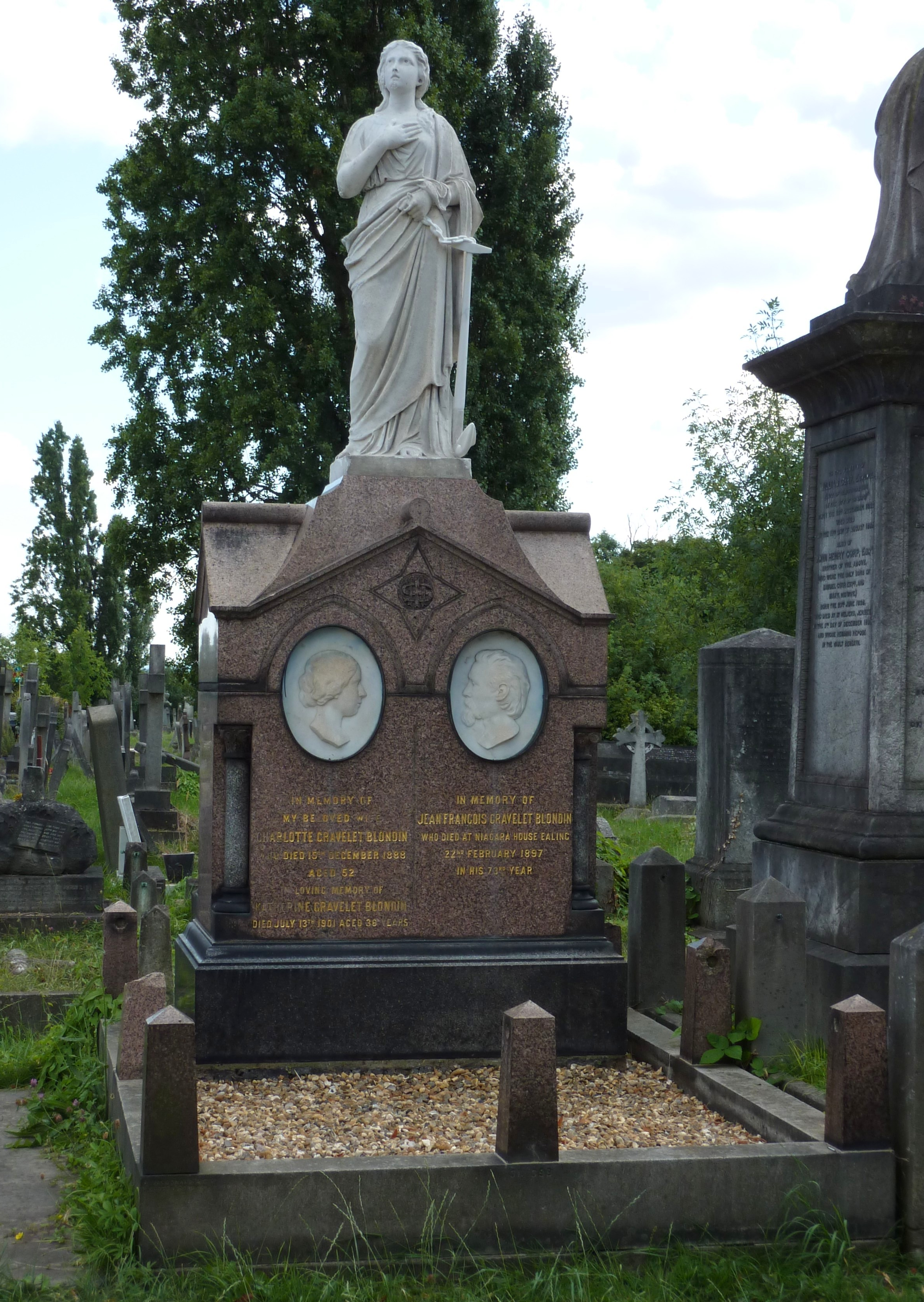
ブロンダンの墓　赤色花崗岩の精巧な墓碑、ブロンダンと妻の白大理石製の彫りのあるメダイヨン2つのうえに、碇を持っているローブを身にまとった女性大理石像がのる　ケンサル・グリーン共同墓地　ロンドン

一時期引退したのち、ブロンダンは1880年に再び姿を現わし、クリスタル・パレスでオスカー・バレット (Oscar Barrett)が主催するパントマイム「ジャックと豆の木」の1893年〜94年シーズン公演に主演した。
1888年に妻シャーロットは死去した。1895年にブロンダンは3人目の妻、キャサリン・ジェームズと結婚した。彼女はその年の前半、背中を負傷したブロンダンを看護していた。ブロンダンの最後のパフォーマンスは1896年にアイルランド、ベルファストでおこなわれた。
ブロンダンは1897年2月22日、ロンドンのイーリングにある自宅「ナイアガラ・ハウス」で糖尿病のために72歳で死去し、ケンサル・グリーン共同墓地に埋葬された。彼の死亡時の遺産は1,832ポンド（2019年における26.3万ポンド相当）と評価された。未亡人となったキャサリンは若かったものの4年後の1901年に36歳で癌のために死去した。

## 影響
彼の生涯の間に、ブロンダンの名前は綱渡りの代名詞となり、多くの人が綱渡り師として「ブロンダン」の名を使った。たとえば1880年代に、シドニーでブロンダンの名を冠して活動していた人が少なくとも5人おり、その中でいちばん有名だったのは「オーストラリアのブロンダン」として知られたアンリ・レストランジェであった。綱渡りはあまりに人気になったためにシドニーのある住人は『シドニー・モーニング・ヘラルド』あてに「ブロンダン・ビジネス」について、折があればどこででも人々が高いワイヤーの上を歩くのを見ると不平をこぼして書き送ったほどである。この手紙では、人が子供1人を背中に紐でしばって、リヴァプール・ストリート(Liverpool Street)でワイヤーの上を歩いていた件に着目し、こうしたパフォーマンスは危険であると同時に、通信員の考えでは特に他人を負傷させるおそれがある場合は違法になる可能性があるとした。1869年にボルトンでのパブロ・ファンクのサーカスで綱渡りの女性が落下した事故について報じる際、『イラストレイテド・ロンドン・ニュース』は、綱渡り芸人マダム・キャロライン (Madame Caroline)を「女ブロンダン」と表現した。
ロンドン、ノースフィールズの2つのストリートは、彼の名誉にちなみ「ブロンダン・アヴェニュー(Blondin Avenue)」と「ナイアガラ・アヴェニュー(Niagara Avenue)」と命名された。それらは以前は、ヒュー・ロナルズの保育園の敷地の一部であった。

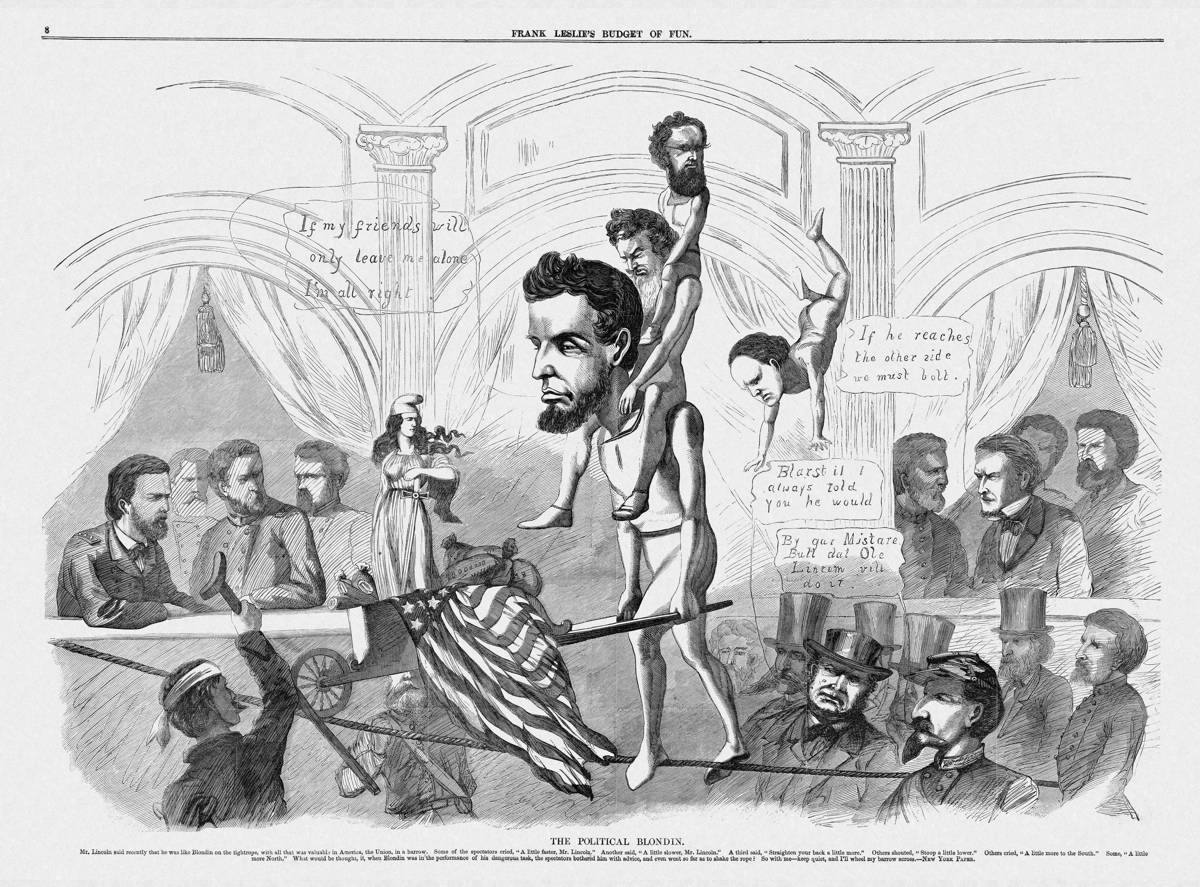
シャルル・ブロンダンとして描かれたエイブラハム・リンカーン

1864年アメリカ合衆国大統領選挙の選挙運動期間中、エイブラハム・リンカーンは自分を「手押し車の中にアメリカにとって重要なもの全てを入れ押し動かして綱渡りをしているブロンダン」になぞらえた。1864年9月1日に、『Frank Leslie's Budget of Fun』の政治漫画はこの比喩を取り上げ、綱渡り中のリンカーンを描いた。この絵でリンカーンは手押し車を押しながら、男性2人（海軍長官ギデオン・ウェルズと戦争長官エドウィン・スタントン）を背負い、一方ジョン・ブル、ナポレオン3世、ジェファーソン・デイヴィス（それぞれイギリス、フランス、南部連合を表す）、ユリシーズ・グラント、ロバート・E・リー、ウィリアム・シャーマン（南北の軍を表す）などが見物するよう描かれた。